# Лещинець (Нижньосілезьке воєводство)
Лещинець (пол. Leszczyniec, нім. Haselbach) — село в Польщі, у гміні Каменна Ґура Каменноґурського повіту Нижньосілезького воєводства.
Населення — 484 особи (2011).
У 1975-1998 роках село належало до Єленьоґурського воєводства.

## Демографія
Демографічна структура станом на 31 березня 2011 року:
|          | Загалом | Допрацездатний вік | Працездатний вік | Постпрацездатний вік |
| -------- | ------- | ------------------ | ---------------- | -------------------- |
| Чоловіки | 258     | 55                 | 188              | 15                   |
| Жінки    | 226     | 35                 | 139              | 52                   |
| Разом    | 484     | 90                 | 327              | 67                   |

## Галерея

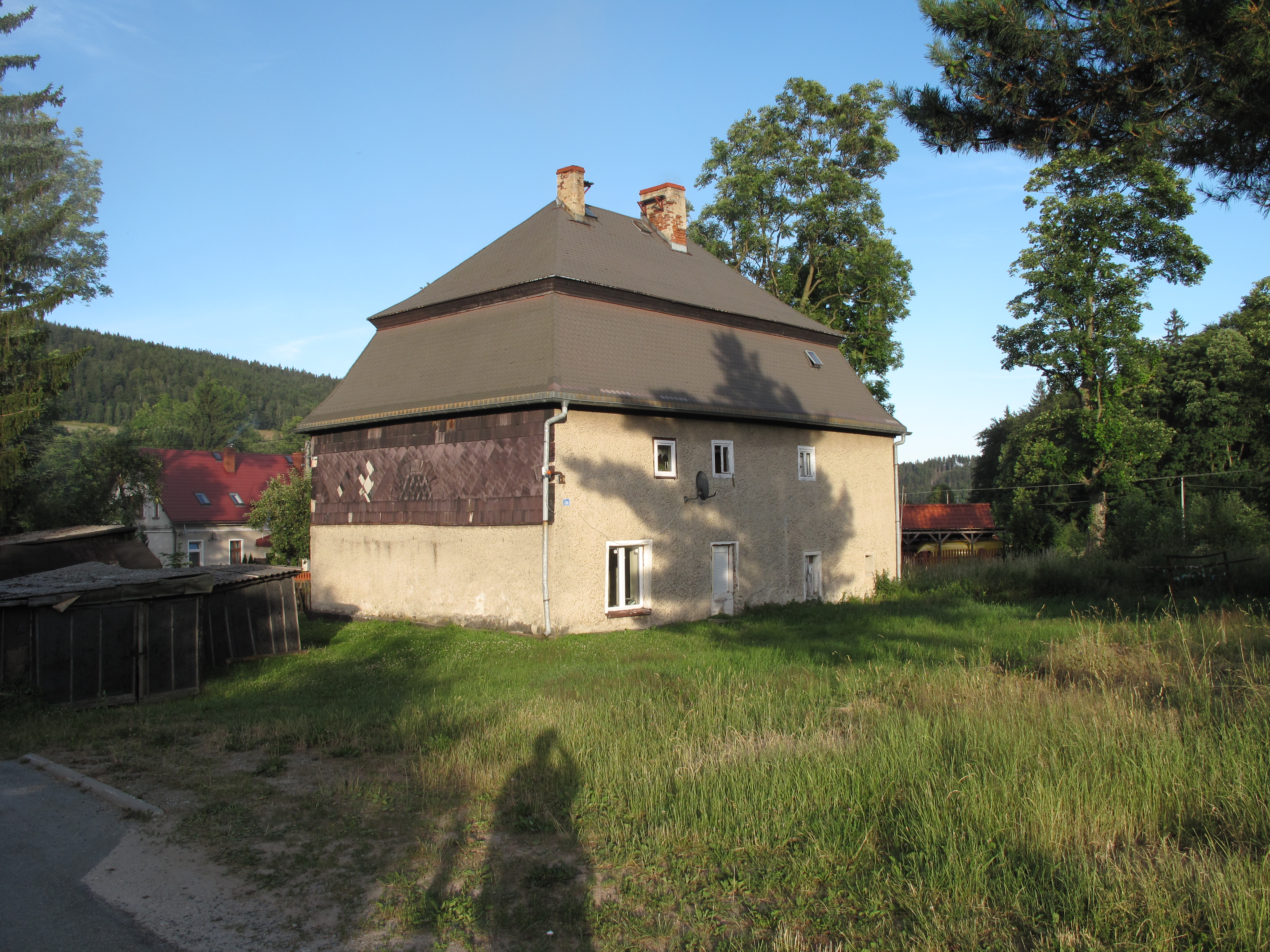
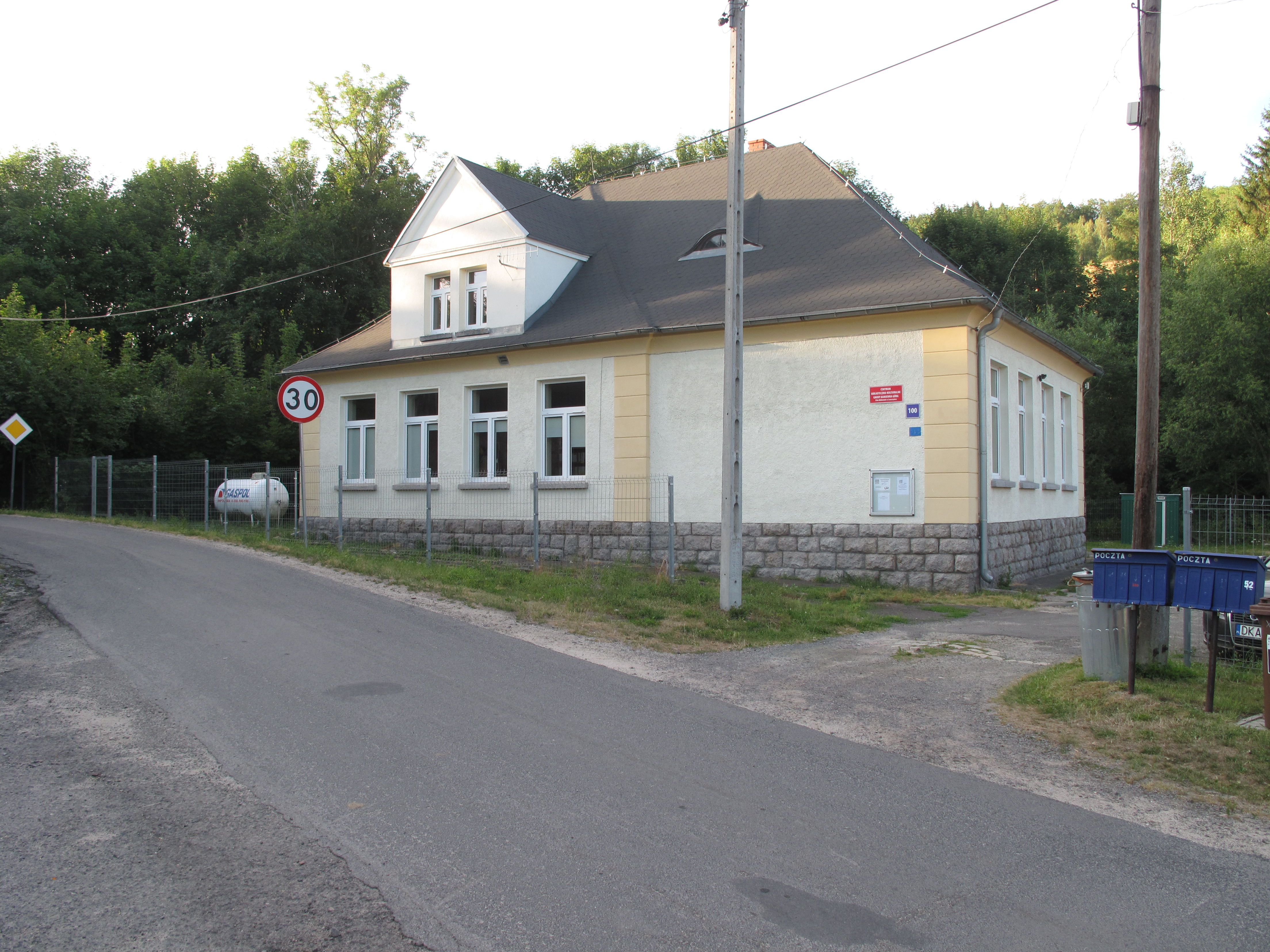
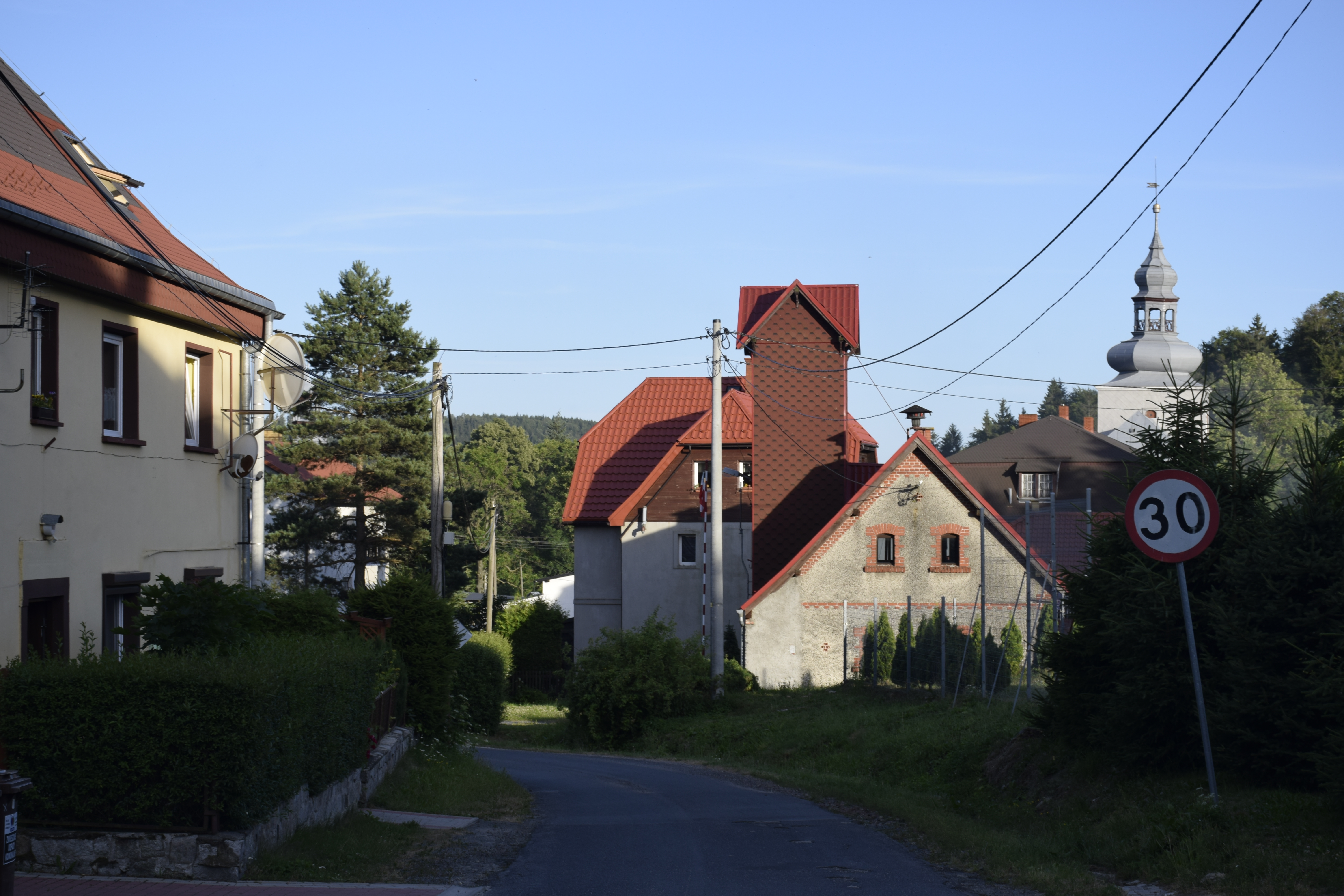